# جون كلارك
جون كلارك (بالإنجليزية: John Clarke)‏ (و. 1942 – م) هو فيزيائي من المملكة المتحدة . ولد في كامبريدج.
وهو عضواً في الجمعية الملكية، والأكاديمية الوطنية للعلوم، والأكاديمية الأمريكية للفنون والعلوم .

## مناصب وهيئات
أدار جامعة كاليفورنيا (بركلي).

## جوائز
حصل على جوائز منها:
- وسام هيوز (2004)
- جائزة كومستوك في الفيزياء (1999)
- جائزة فريتز لندن التذكارية [الإنجليزية]‏ (1987)
- زمالة الجمعية الملكية
- زمالة غوغنهايم.